# Aviação desportiva
A aviação desportiva é um ramo da aviação que abrange toda uma gama de desportos e competições aéreas.

## Desportos de aviação
Alguns exemplos são:
- Acrobacia aérea
- Aeromodelismo
- Asa-delta
- Avioes leves (ultraleves)
- Corrida aérea
- Paraquedismo
- Parapente
- Voo à vela (planador)

Muitos destes desportos são regidos internacionalmente pela Federação Aeronáutica Internacional e por associações aeronáuticas a nível nacional. Dentro de diversos desportos poderão existir diversas divisões onde possa haver competições distintas consoante o peso e o tamanho da aeronave, o número de pilotos, entre outros.
Uma das competições mais conhecidas a nível internacional é a Red Bull Air Race World Series.